# 장미셸 바스키아
장미셸 바스키아(프랑스어: Jean-Michel Basquiat, 1960년 12월 22일 ~ 1988년 8월 12일)는 미국에서 태어난 작가이자 그라피티 예술가이다. 유명한 현대 미술가 키스 해링과 절친이었다. 또, 오리를 좋아했다. 아버지가 아이티계, 어머니가 푸에르토리코계다. 그는 1970년대 뉴욕에서 그라피티 그룹 SAMO의 일원으로 처음 이름을 날렸다. 이후 사이 톰블리, 장 뒤뷔페 등의 영향을 받은 1980년대 신표현주의와 원초주의로 세계적인 성공을 거뒀으나, 헤로인 과다복용으로 1988년 8월 27세에 생을 마감했다.
바스키아의 작품은 '암시적인 이분법'(부와 가난, 통합과 분리, 내면과 외면 등)에 초점을 맞추었다. 그는 시와 그림의 전유를 통해 이미지와 텍스트, 추상과 형체, 역사적 정보와 현대 비평을 긴밀히 결합시켰다.
또한 바스키아는 작품에 사회 비판적 메시지를 담음으로써 "개인에 대한 진실을 더욱 심오하게" 하면서 사회에 뿌리박힌 권력 구조와 인종차별주의를 공격하고자 하였다. 그의 시는 제국주의에 대한 비판과 계급 투쟁에 대한 지지를 매우 직접적으로 드러냈다.

## 생애
장미셸 바스키아는 뉴욕의 브루클린에서 사남매의 둘째로 태어났다. 밑으로 여동생 리잔(Lisane, 1964년생)와 자닌(Jeanine, 1967년생)이 있었다. 아버지 제라르 바스키아(Gerard Basquiat, 1930 – 2013.7.7)는 아이티 포르토프랭스 출신이었고, 어머니 마틸데 안드라데스(Matilda Andrades, 1934.7.28 – 2008.11.17)는 푸에르토리코계 미국인으로 브루클린 출신이었다.
어머니는 바스키아에게 맨해튼의 미술관에 같이 가고 브루클린의 미술관의 어린이 회원으로 등록시킴으로써 예술에 관한 관심을 불어넣어 주었다. 바스키아는 4살 때 이미 읽고 쓰는 법을 배운 조숙한 아이였고 천부적인 재능의 예술가였다. 그의 선생님이자 예술가였던 호세 마차도(Jose Machado)는 그의 예술적 능력을 알아보았고 어머니는 아들의 예술적 재능을 더욱 격려하였다. 11살 때, 바스키아는 프랑스어, 스페인어, 영어를 유창하게 말하고 읽고 쓸 수 있었다. 1968년 9월, 바스키아가 8살이 되던 해에 길거리에서 놀다가 차에 치어 팔이 부러지는 사고를 당했고, 결국 비장절제술을 받았다. 회복될 동안 어머니는 가져다 준 그레이 해부학 책을 읽었는데, 이 책은 그가 미래에 예술적으로 영향력 있는 사람이 될 것을 증명하였다. 부모님은 그 해에 이혼하였고 자신과 동생들은 아버지 밑에서 키워졌다. 가족은 브루클린 보럼 힐에서 5년 동안 살았고 1974년 푸에르토리코 산후안으로 이사하였지만 2년 후 다시 뉴욕으로 돌아왔다.
그가 13살이 되던 해 어머니 마틸데는 정신병원에 가게 되었고 이후 그녀는 병원을 전전하며 여생을 보냈다. 15살이 되던 해, 바스키아는 집을 나와 톰프킨스 스퀘어 공원의 벤치에서 잠을 잤고, 한 주 만에 아버지의 집으로 돌아오기도 했다. 10학년 때, 에드워드 머로 고등학교(Edward R. Murrow High School)에서 중퇴하였다. 고등학교를 중퇴했다는 이유로 아버지 제라르는 아들을 집에서 내쫓았고 바스키아는 브루클린에서 친구와 함께 머물렀다. 그러는 동안 티셔츠와 손수 만든 우표로 자급자족하였는데, 이는 그의 예술적 삶의 시작이었다.

## 미디어
1996년 그의 생애를 다룬 영화 바스키아가 만들어졌다. 바스키아 역은 제프리 라이트가 연기했다.